# Hormaphis similibetulae
Hormaphis similibetulae är en insektsart. Hormaphis similibetulae ingår i släktet Hormaphis och familjen långrörsbladlöss. Inga underarter finns listade i Catalogue of Life.